# Berdien Van Den Abeele
Berdien Van Den Abeele (Liedekerke) is een Belgische politica, juriste en burgemeester.
Na haar universiteitsstudie Rechten, begon Van Den Abeele haar carrière als advocaat in Brussel. Later maakte ze de overstap naar de verzekeringssector, waar ze momenteel actief is als bedrijfsjuriste en zich toelegt op het minnelijk regelen van geschillen.
Haar politieke loopbaan startte in 2013, toen ze toetrad tot de gemeenteraad van Liedekerke. In 2018 behaalde ze de meeste voorkeursstemmen in de gemeente en diende ze zes jaar als fractieleider voor de N-VA. In 2019 stond ze op de negende plaats van de N-VA-lijst voor het Vlaams Parlement in Vlaams-Brabant.
Tijdens de gemeenteraadsverkiezingen van 2024 was Van Den Abeele lijsttrekker voor de N-VA in Liedekerke. Na de verkiezingen werd ze de eerste vrouwelijke burgemeester van de gemeente.
Binnen de politiek legt ze de nadruk op thema’s zoals efficiënt bestuur, ruimtelijke ordening en duurzaamheid. Ze streeft naar een evenwicht tussen ontwikkeling en groenbehoud en hecht belang aan een doordacht beleid met oog voor de lange termijn.